# Paulus Pauli

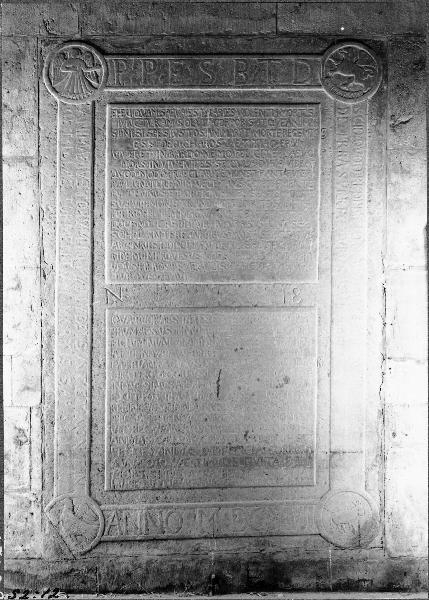
Paulus Paulis gravhäll i Skara domkyrka.

Paulus Pauli (den yngre), född i mitten av 1500-talet i Skara, död 1617, var biskop i Skara stift 1612 till sin död.
Han var son till Paulus Pauli den äldre (som då var rektor och senare blev kyrkoherde i Skövde församling).
Paulus Pauli den yngre studerade bland annat vid Greifswalds universitet och blev 1576 teologie lektor vid Skara skola, där han senare även blev rektor. 1587 blev han kyrkoherde i Broddetorps församling.
Efter en tid i Nylödöse pastorat (från 1596) blev Paulus Pauli biskop i Skara.
Paulus Pauli var far till Emerentia Pauli, sedermera Emerentia Krakow, som 1612 räddade Gullbergs fäste från danska attacker då hennes make Mårten Krakow, kommendant på fästningen, på grund av skador överlät befälet på hustrun.